# HTTP 451
HTTP 451、またはエラーメッセージ Unavailable For Legal Reasons（「法的理由により取得不能」の意）は、HTTPプロトコルのエラー・ステータスコードの一つ。これは、政府に検閲されたウェブページのような、違法なリソースをユーザが要求したときに表示される。その451という数字は、書籍が違法化された世界を描く1953年のディストピア小説『華氏451度』にちなんでいる。HTTP 451 は HTTP 403（閲覧禁止）の、より狭義な変形といえる。
HTTP 451 が表示される具体例として、安全保障上危険とみなされるウェブページ、著作権侵害、プライバシー侵害、不敬罪、そのほか法や裁判所命令への違反となるウェブページが挙げられる。
このステータスコードは2015年12月18日に IESG で承認された。